# Programa Raul Gil
Programa Raul Gil foi um programa de auditório brasileiro exibido pela primeira vez em 18 de agosto de 1973 e apresentado por Raul Gil. Estreou na Record e foi transmitido posteriormente pela Rede Tupi, Rede Manchete, Band e SBT. Sua última transmissão no SBT foi no dia 28 de dezembro de 2024, marcando o fim do programa após 14 anos na emissora.

## História

### Início
O programa sabatino estreou em 18 de agosto de 1973, na Record (na época transmitindo apenas para São Paulo pela REI - Rede de Emissoras Independentes), após experiências anteriores do apresentador em outras emissoras com programas de formato parecido. O programa passou a ser transmitido em cores em 1º de junho de 1974, sendo a primeira atração da Record no novo formato, e em alta definição em 26 de junho de 2010, substituindo o horário ocupado pela sessão de filmes Sabadocine. O programa quase chegou a ser extinto, mas em 27 de janeiro de 2017 foi confirmada a permanência de Raul Gil no SBT.

### Acusações de discriminação a asiáticos
Em 15 de julho de 2017, o apresentador Raul Gil foi acusado de racismo e xenofobia ao fazer piadas depreciativas com asiáticos durante uma entrevista ao vivo com o grupo de música pop coreano KARD. Durante a entrevista com os membros do grupo, Raul Gil chegou a perguntar se os membros eram parentes e fez piadas com a língua coreana. Raul Gil também chegou a afirmar que a plateia precisava “esticar o olho” para sair com alguém da banda e fez um gesto de "olhos esticados", fazendo alusão aos olhos amendoados comuns entre pessoas oriundas de países do leste asiático.
O fato gerou repercussão na imprensa brasileira e no exterior e o apresentador do programa foi alvo de críticas de fãs da banda. Em resposta, o diretor do programa e filho do apresentador, Raul Gil Jr., afirmou que Raul Gil é conhecido por ser brincalhão e que "de forma alguma pensou em desrespeitar qualquer pessoa". Ele também afirmou que "se houve algum tipo de mal-entendido, eu acredito que tanto ele quanto eu, da produção e como diretor, pedimos realmente desculpas".

### Término do programa
Em 6 de dezembro de 2024, Raul Gil anuncia ao público que foi demitido do SBT, após 14 anos ativos na emissora, causando assim, o fim do seu programa. Sua última edição inédita foi exibida a 28 de dezembro de 2024, segundo a confirmação do canal oficial do programa no YouTube, que informou ser neste dia o último episódio do quadro Shadow Brasil Gospel, exibido pelo programa.
Além disso, a relação entre o apresentador e o SBT passou a apresentar desgaste após o próprio Raul Gil anunciar aposentadoria durante um especial de páscoa do Domingão com Huck, exibido em 31 de março de 2024, com o mesmo desmentindo meses depois no The Noite com Danilo Gentili. Gil afirmou que descarta aposentadoria dos palcos, apesar do fim do programa no SBT.
Em janeiro de 2025, a equipe do apresentador emitiu um comunicado negando qualquer negociação do mesmo com outras emissoras, e que tenha sido rejeitado, após sua saída do SBT. Na ocasião, foi informado que Raul Gil encontra-se de férias, assim como o grupo responsável por sua carreira, que decidirá sobre seu destino profissional apenas após o término do período de descanso. No comunicado, a equipe destacou a busca por parceiros que "valorizem o legado e a trajetória do apresentador". A nota também lamentou as informações divulgadas pela imprensa, classificando-as como "distorcidas", "exageradas", "falsas" e "desrespeitosas".

## Exibição
| Emissora      | Intervalo de exibição                           |
| ------------- | ----------------------------------------------- |
| Record        | 18 de agosto de 1973 – 5 de agosto de 1978      |
| Record        | 6 de setembro de 1980 – 19 de setembro de 1981  |
| Record        | 1 de dezembro de 1984 – 2 de janeiro de 1988    |
| Record        | 14 de setembro de 1991 – 2 de março de 1996     |
| Record        | 7 de novembro de 1998 – 29 de outubro de 2005   |
| Rede Tupi     | 2 de setembro de 1978 – 12 de julho de 1980     |
| SBT           | 26 de setembro de 1981 – 24 de novembro de 1984 |
| SBT           | 26 de junho de 2010 – 28 de dezembro de 2024    |
| TV Rio        | 8 de abril de 1988 – 7 de setembro de 1991      |
| Rede Manchete | 30 de março de 1996 – 31 de outubro de 1998     |
| Band          | 6 de novembro de 2005 – 5 de junho de 2010      |